# الحضن (تعز)
الحضن هي إحدى قرى الجمهورية اليمنية. وهي تتبع جغرافيًا لمحافظة تعز. وإداريًا لمديرية المعافر. يبلغ تعداد سكانها 1808 نسمة حسب الإحصاء الذي جرى عام 2004.